# ベルンハルト・フォン・ザクセン＝マイニンゲン (1901-1984)
ベルンハルト・プリンツ・フォン・ザクセン＝マイニンゲン（ドイツ語: Bernhard Prinz von Sachsen-Meiningen, 1901年6月30日 - 1984年10月4日）は、ドイツの旧諸侯ザクセン＝マイニンゲン公爵家の家長。ベルンハルト4世（ドイツ語: Bernhard IV.）と数えられる。

## 生涯
ザクセン＝マイニンゲン公子フリードリヒ（ザクセン＝マイニンゲン公ゲオルク2世の三男）と、その妻のリッペ＝ビースターフェルト伯女アーデルハイト（リッペ侯国摂政エルンストの長女）の間の末息子として生まれた。最初の妻マルゴットと結婚した1931年に、クラーゲンフルト郊外のピッツェルシュテッテン城を購入した。1932年5月1日、妻マルゴットと共に国家社会主義ドイツ労働者党（NSDAP）に入党し、同党の89万8842人目の党員となる。1933年冬、ナチ党の政府転覆の陰謀に協力した嫌疑で有罪となり、オーストリア当局から禁錮6週間を言い渡された。釈放後はいったんイタリアに逃亡するが、その3週間後に居城だったピッツェルシュテッテン城に戻ったことを咎められ、再び当局に拘束されている。
1946年、兄ゲオルク3世がソ連抑留中に死亡し、その次男フリードリヒ・アルフレートが家督相続権を放棄したため、ザクセン＝マイニンゲン公爵家の家督を継いだ。1984年、バート・クロツィンゲンで死去した。先妻マルゴットとの間の息子エルンストは貴賤結婚で生まれたとして相続権を認められず、後妻ヴェラとの間の息子コンラートが家督を継いだ。

## 子女
1931年4月25日にアイヒェンホーフ・イム・リーゼンゲビルゲ（現在のチェコ領カルロヴィ・ヴァリ州シェムニツェ・ドゥビナ）において、ブレスラウ出身の商人の娘マルゴット・グレスラー（Margot Grössler, 1911年 - 1998年）と結婚した。この結婚は家内法では貴賤結婚と見なされたため、間に生まれた2人の子女に家督相続権は認められなかった。マルゴットとは1947年に離婚している。
- フェオドラ・アーデルハイト・マリー・ルイーゼ（1932年 - ） - 1967年、ブルクハルト・キッペンベルクと結婚
- フリードリヒ・エルンスト・ゲオルク・ベルンハルト（1935年 - 2004年） - 1962年にエーレンガルト・フォン・マッソーと結婚（1973年離婚）、1977年にザクセン＝コーブルク＝ゴータ公女ベアトリーツェ（フリードリヒ・ヨシアスの次女）と再婚

1948年8月11日、ツィーゲンベルク・ユーバー・バート・ナウハイム（現在のヘッセン州ダルムシュタット行政管区ランゲンハイン＝ツィーゲンベルク）において、ヴェラ・シェファー・フォン・ベルンシュタイン男爵令嬢（1914年 - 1994年）と再婚し、間に1男2女を儲けた。この結婚は家内法の見地から対等結婚とされた。
- マリー・エレオノーレ・アーデルハイト・フェオドラ・ゾフィー・ヘレーネ・ギーゼラ・エーデルガルデ（1950年 - ） - 1983年、ピーター・エリック・ロスデンと結婚
- ヨハン・フリードリヒ・コンラート・カール・エドゥアルト・ホルスト・アルノルト・マティアス（英語版）（1952年 - ） - ザクセン＝マイニンゲン公爵家家長
- アルムート・フーベルタ・アンナ・ヴィクトリア（1959年 - ） - 1993年、エーバーハルト・フォン・ブラウンシュヴァイクと結婚